# خلأ (پیشتازان فضا)
«خلأ» (به انگلیسی: The Void) پانزدهمین قسمت از فصل هفتم مجموعهٔ پیشتازان فضا: وویجر و در مجموع صد و شصت‌ویکمین قسمت این مجموعه است. در این قسمت، ویجر در ناحیه‌ای از فضا گرفتار می‌شود که منابع آن بسیار محدود است و خدمهٔ آن باید برای بقا و فرار، با دیگران همکاری کنند.
«خلأ» در تاریخ ۱۴ فوریهٔ ۲۰۰۱ از شبکهٔ یونایتد پارامونت نتورک (UPN) پخش شد.

## داستان
در حالی که سفینهٔ وویجر در مسیر ربع آلفا است، ناگهان به درون ناحیه‌ای از فضا کشیده می‌شود که فاقد هرگونه ماده است و شماری از سفینه‌های دیگر نیز در آن به دام افتاده‌اند. در میان آشفتگی ورود به این ناحیه، سفینه‌ای دیگر به وویجر حمله می‌کند، سپرهای آن را از کار می‌اندازد و دوتریوم و دیگر تدارکات آن را به درون خود منتقل کرده و سپس با سرعت پیچشی ناپدید می‌شود. کاپیتان جین‌وی دستور ضدحمله می‌دهد، اما سفینهٔ مهاجم از محل دور شده است.
سپس سفینه‌ای دیگر به آن‌ها نزدیک شده و تماس برقرار می‌کند. فرماندهٔ آن، ژنرال ولن، توضیح می‌دهد که آن‌ها در «خلأ» هستند و در حالی که واکنش وویجر به حمله را تحسین می‌کند، می‌گوید در صورتی که تعدادی از اژدرهای فوتونی سفینه به او داده شود، می‌تواند کمک کند. جین‌وی که به انگیزهٔ ولن مشکوک است، پیشنهاد او را رد می‌کند و ولن با سفینه‌اش می‌رود.
کمی بعد، سون آو ناین راهی احتمالی برای خروج از خلأ پیشنهاد می‌دهد: بازسازی یکی از تونل‌هایی که آن‌ها را به این ناحیه کشانده بود، از طریق تغییر در بسامد سپر. اما درست زمانی که نزدیک به فرار می‌شوند، به‌زور به درون خلأ باز کشیده می‌شوند و بسیاری از سامانه‌های سفینه آسیب می‌بیند. جین‌وی تصمیم می‌گیرد برای بقا باید سفینه‌ای را که تدارکات‌شان را ربوده پیدا کنند. پس از ردیابی، آن‌ها سفینه‌ای را می‌یابند که به آن حمله شده و تمام خدمه‌اش کشته شده‌اند، و همهٔ تدارکات، از جمله منابع متعلق به وویجر، ناپدید شده‌اند. با این حال، در میان بقایای بدنهٔ سفینه، موجودی انسان‌نما و زخمی را پیدا می‌کنند که برای درمان به وویجر منتقل می‌شود.
خدمه آسیب‌های وارده به بدنه را شبیه به فناوری گونهٔ ولن می‌دانند و سفینهٔ او را ردیابی می‌کنند. آن‌ها سپرهای سفینهٔ ولن را از کار می‌اندازند و خواستار بازگرداندن تدارکات‌شان می‌شوند، اما ولن این درخواست را رد می‌کند. جین‌وی دستور بازپس‌گیری منابع را می‌دهد و حتی در فکر تصرف منابع بیشتر است، اما از این کار منصرف می‌شود. آن‌ها متوجه می‌شوند که کمتر از نیمی از تدارکات خود را بازیافته‌اند. چاکوتی، افسر اول، پیشنهاد می‌دهد که برای بقا شاید مجبور به دزدی از سفینه‌های دیگر شوند، اما جین‌وی این کار را رد می‌کند. در عوض، او پیشنهاد تشکیل اتحادی با دیگر سفینه‌ها را می‌دهد تا منابع خود را به اشتراک بگذارند و همه با هم از خلأ بگریزند. وویجر با سفینه‌های دیگر تماس می‌گیرد، برخی از آن‌ها با این اتحاد موافقت می‌کنند و خدمه‌های گوناگون منابع و فناوری‌های خود را به اشتراک می‌گذارند. وویجر نیز به‌واسطهٔ این همکاری، ارتقاهایی مفید برای ادامهٔ سفر به خانه دریافت می‌کند.
در این میان، موجود زخمی که توسط پزشک «فانتوم» نامیده می‌شود، بهبود یافته است. این موجود گنگ است و ظاهراً زبان خدمه را نمی‌فهمد، اما نسبت به صدا و موسیقی واکنش نشان می‌دهد. سون دستگاهی برای برقراری ارتباط ابتدایی با او می‌سازد. پزشک گمان می‌برد که فانتوم و دیگران از گونهٔ او، بومی خلأ هستند. زمانی که بوسال، یکی دیگر از فرماندهان عضو اتحاد، فانتوم را می‌بیند، او و گونه‌اش را «آفت» می‌نامد و می‌گوید آن‌ها به‌نوعی وارد سفینه‌ها می‌شوند. جین‌وی پیشنهاد می‌دهد که اگر اعضایی از گونهٔ فانتوم در سفینهٔ او هستند، آن‌ها را منتقل کرده و به وویجر ببرد. بوسال موافقت کرده و به اتحاد می‌پیوندد. اما جین‌وی درمی‌یابد که مدولاتور پُلِرونی نصب‌شده بر روی وویجر، که برای گریز از خلأ حیاتی است، از راه دزدی توسط بوسال به‌دست آمده. او دستور می‌دهد این دستگاه از کار بیفتد و بوسال از سفینه اخراج شود. ستوان تووک شاهد گفت‌وگوی بوسال و ولن دربارهٔ تشکیل اتحادی رقیب برای حمله به اتحاد جین‌وی است. جین‌وی از بلانا تورس و سون می‌خواهد تا مدولاتور پُلِرونی جدیدی بسازند پیش از آن‌که حمله آغاز شود.
به‌زودی، فناوری‌های مشترک اتحاد تغییرات لازم را برای فرار فراهم می‌کنند. جین‌وی به فانتوم توضیح می‌دهد که آن‌ها آمادهٔ ترک این ناحیه‌اند. فانتوم، از طریق پزشک، از جین‌وی برای کمک‌هایش تشکر کرده و پیشنهاد کمک متقابل می‌دهد. به‌زودی ناوگان اتحاد مورد حملهٔ ولن، بوسال و دیگر سفینه‌هایی که با آن‌ها هم‌پیمان شده‌اند قرار می‌گیرد. وویجر و اعضای اتحاد، سپرهای دشمنان را از کار می‌اندازند و گونهٔ فانتوم بر روی آن‌ها پَرابَرش می‌کند و موتورهای آن‌ها را از کار می‌اندازد تا دیگر تهدیدی برای اتحاد نباشند. تغییر بسامد سپرها با موفقیت انجام شده و همهٔ سفینه‌های اتحاد از خلأ خارج می‌شوند. پس از وداع، وویجر مسیر بازگشت به خانه را از سر می‌گیرد و جین‌وی دوران اتحاد را به تجربه‌ای مشابه عضویت دوباره در فدراسیون تعبیر می‌کند.

## بازخوردها
قسمت «خلاء» (The Void) به‌طور کلی بازخوردهای مثبتی از سوی بینندگان و منتقدان دریافت کرده است. این قسمت در سایت IMDb میانگین امتیاز ۹/۱۰ از ۱۴ نقد را کسب کرده است و در برخی نظرات به آن امتیازهای ۸/۱۰، ۱۰/۱۰، ۷/۱۰، ۳ ستاره و ۳٫۵ ستاره داده شده است.

### مثبت
- بسیاری از منتقدان و بینندگان معتقدند این قسمت تجسم آنچه وویجر باید از ابتدا می‌بود است. برخی آن را "پیشتازان فضا در خالص‌ترین شکل خود" نامیده‌اند. این قسمت به بینندگان یادآوری کرد که می‌توان فرضیه اولیه سریال را بدون از دست دادن خوش‌بینی حفظ کرد.
- این قسمت فلسفه پیشتازان فضا را در یک اپیزود خلاصه می‌کند. این اپیزود "فانوس امید در کوه المپ اخلاقیات و ارزش‌های پیشتازان فضاً است و جوهره آنچه فدراسیون سیارات متحد را کنار هم نگه می‌دارد را نشان می‌دهد. این اپیزود چشم‌انداز خوش‌بینانه جین رادنبری از آینده و همزیستی مسالمت‌آمیز مردم مختلف را به نمایش می‌گذارد.
- شخصیت کاپیتان جینوی در این قسمت بسیار برجسته است. او با پایبندی تزلزل‌ناپذیر به اصول و اعتقاد راسخ خود به ارزش‌های فدراسیون تحت هر شرایطی تأثیرگذار است. اقدامات او معتبر، باورپذیر و قانع‌کننده به نظر می‌رسد. برخی او را در این قسمت با کاپیتان ژان-لوک پیکارد مقایسه کرده‌اند.
- اپیزود ارزش همکاری و تعاون را در مواجهه با شرایط سخت به جای خودخواهی و رقابت نشان می‌دهد. این پیام که "ذهن‌های جمعی بهتر از ذهن‌های فردی عمل می‌کنند" در این قسمت مورد توجه قرار گرفته است.
- پیام این قسمت واضح است و بدون اینکه بیش از حد به بیننده تحمیل شود، منتقل می‌شود. برخی آن را دلیلی "نجات‌بخش بودن کمونیسم!" (Communism saves the day!) نامیدند، در حالی که برخی دیگر آن را "مزایای برتر همکاری داوطلبانه بر اساس احترام متقابل به مالکیت خصوصی" تفسیر کردند. در این باره بحث‌های طولانی بین کاربران شکل گرفت.
- این قسمت به لحاظ فنی خوب ساخته شده و جلوه‌های ویژه هیجان‌انگیزی دارد. صحنه‌های واقعی‌تری از تلاطم کشتی مانند افتادن ظروف نیز در آن دیده می‌شود که در استار ترک نادر است.
- بیگانگان بومی خلاء (فانتوم و گونه‌اش) به عنوان شخصیت‌های جالب و منحصربه‌فرد مورد ستایش قرار گرفتند. روش ارتباطی غیرکلامی آن‌ها با استفاده از نوت‌های موسیقی خلاقانه و جذاب توصیف شده است. این بیگانگان در نهایت به وویجر در فرار کمک می‌کنند، که پاداش خیرخواهی وویجر نسبت به آن‌ها تلقی می‌شود.
- صحنه مونتاژ برای آماده‌سازی جهت فرار مورد پسند واقع شد.
- لحظه‌ای در پایان که کاپیتان جینوی اشاره می‌کند تقریباً مانند بودن در فدراسیون بوده و موسیقی فنفار کلاسیک پیشتازان فضا پخش می‌شود، لحظه‌ای خوب و یادآوری‌کننده ارزش‌های استارفلیت بوده است.
- برخی جنبه‌های این قسمت را به سریال "Battlestar Galactica" سال ۲۰۰۳ تشبیه کردند، به دلیل وضعیت وخیم، دشمنان، متحدان و تشکیل ناوگان.
- صحنه آشپزی سِوِن برای خدمه به عنوان بامزه توصیف شده است.

### منفی
انتقادات و نکات منفی:
- برخی معتقدند این اپیزود "نه چندان اصیل" است و شباهت زیادی به اپیزودهای قبلی مانند "Night" و "The Time Trap" از "Star Trek: The Animated Series" دارد.
- انتقادات قابل توجهی به شخصیت و تصمیمات کاپیتان جینوی وارد شده است. برخی او را "احمق ساده‌لوح"، دارای "اصول پیچیده" و "نامنسجم" توصیف کرده‌اند. تصمیمات او گاهی غیرمنطقی یا غیرعقلانی به نظر می‌رسد. جستجوی او در اساسنامه فدراسیون برای یافتن "راه فرار" برای انجام کارهایی که معمولاً انجام نمی‌دهد، توسط برخی به عنوان تضعیف اعتبار اخلاقی او دیده شده است. بحث‌های او با توواک و چاکوتی که برای دزد شدن استدلال می‌کنند، برای برجسته کردن جینوی غیرطبیعی به نظر رسیده است.
- داستان قسمت توسط برخی "بسیار ساده‌انگارانه (تقریباً ساده‌لوحانه) و بد اجرا شده" تلقی شد. یک منتقد آن را "تقلب" نامید و گفت نشان می‌دهد ارزش‌های فدراسیون در این موقعیت بدون نتیجه‌گیری درست شکست می‌خورد.
- صدای بوق مانند آزاردهنده پدهای داده‌پردازی (PADDs) که بیگانگان بومی برای ارتباط استفاده می‌کنند، از جدیت اپیزود کاسته است.
- برخی ایرادات در طرح داستان مطرح شده است. از جمله:
- بیگانگان بومی چگونه در یک منطقه بدون منابع طبیعی "بومی" شده‌اند در حالی که به اکسیژن و غذا نیاز دارند.
- چرا پس از فرار، علامت‌گذاری برای هشدار به کشتی‌های آینده قرار داده نشد. البته این عمل می‌توانست کشتی‌های داخل خلاء (از جمله بیگانگان بومی) را به مرگ محکوم کند.
- یادگیری سریع زبان موسیقی توسط دکتر و فانتوم در مدت کوتاه.
- بیگانگان بومی چگونه برای سال‌ها بدون شناسایی در کشتی‌ها پنهان شده‌اند.
- چرا پس از سال‌ها به دام افتادن کشتی‌ها، لاشه‌های کشتی‌های غرق شده زیادی دیده نمی‌شود.
- سرعت از دست دادن قدرت کشتی با توجه به فناوری پیشرفته آن.
- شخصیت‌پردازی در کل سریال وویجر، و در این قسمت، گاهی "نامنظم" توصیف شده است، به طوری که شخصیت‌ها ممکن است از قسمتی به قسمت دیگر تغییر کنند یا ثابت بمانند.
- برخی معتقدند این اپیزود می‌توانست یا باید یک قسمت دو قسمتی باشد.
- اتحاد شکل گرفته در این قسمت به قسمت‌های بعدی ادامه نیافت، که برای برخی مایوس‌کننده بود.
- ترک بیگانگان بومی در خلاء برای برخی ناخوشایند و از نظر اخلاقی سوال‌برانگیز بود.
- ولن (Valen) به عنوان یک شرور به خوبی اجرا نشده بود، به خصوص در مقایسه با امک (Emck) از اپیزود "Night".

### برخی تحلیل‌ها
- این قسمت را می‌توان انعکاسی از جوامع امروزی دید که برای منابع رقابت می‌کنند.
- این قسمت نشان می‌دهد که چرا "پیشتازان فضا قلم توانمند است، در حالی که جنگ ستارگان بیشتر از نوع شمشیر خام است".
- بحث‌هایی در مورد اینکه آیا این قسمت به موضوع کمونیسم در برابر سرمایه‌داری می‌پردازد، در بخش نظرات شکل گرفت. برخی آن را نمایشی از مزایای کمونیسم و برخی دیگر نمایشی از برتری سرمایه‌داری و همکاری داوطلبانه دیدند. برخی دیگر معتقد بودند که این قسمت بیشتر به ارزش جامعه و همکاری به‌طور کلی می‌پردازد، فارغ از مدل اقتصادی.
- برخی معتقدند که ایده مرکزی اپیزود (تشکیل اتحاد و مواجهه با شرایط سخت) می‌توانست به عنوان قالبی برای کل سریال یا حداقل یک قوس داستانی چند قسمتی به کار رود.
- اشاره‌ای به اعتراف ضمنی نویسندگان به خطاهای علمی قبلی (مانند قضیه دوتریوم در اپیزود "Demon") از طریق دیالوگ‌ها شده است.
- بیگانگان متعددی در این قسمت معرفی شدند، از جمله گونه فانتوم، نیگین‌ها (Nygeans)، کرایلورها (Kraylor)، جلینیان‌ها (Jelinians)، وادواورها (Vaadwaur) و نظارت‌گر از سلسله‌مراتب (Loquar). مشخص شد بازیگر نقش فانتوم، همان بازیگر نقش هیو (Hugh) در "Star Trek: The Next Generation" است.
- بحث‌های دینی و اخلاقی نیز میان کاربران شکل گرفت، به ویژه در مورد تفسیر کتاب مقدس و ارتباط آن با اخلاقیات. برخی این سناریوی علمی-تخیلی را به بحث‌های وجود شر و ماهیت خداوند ربط دادند.